# 삼국사기 (국보 제322-2호)
삼국사기(三國史記)는 서울특별시 중구 성암고서박물관에 있는 조선시대의 목판본 책이다. 2018년 2월 22일 대한민국의 국보 제322-2호로 지정되었다.

## 개요
국보 제322-2호『삼국사기』는 우리나라 최초의 관찬사서(官撰史書)라는 큰 의미를 지니고 있으며, 그 속에 반영된 역사의식의 객관성과 민족자아의식에도 높은 가치를 부여할 수 있는 중요한 사료이다. 1512년까지 증보된 보각판에 기초하여 찍은 인출본으로, 인출 당시의 원형을 거의 그대로 유지하고 있으며 총 9책의 낙장이 없는 완질본이다. 고려와 조선시대의 판각본이 혼재되어 있으며, 이를 통해 고려 및 1394년 잔존 목판본의 조성형식과 보존상태 등도 확인할 수 있다.

## 갤러리

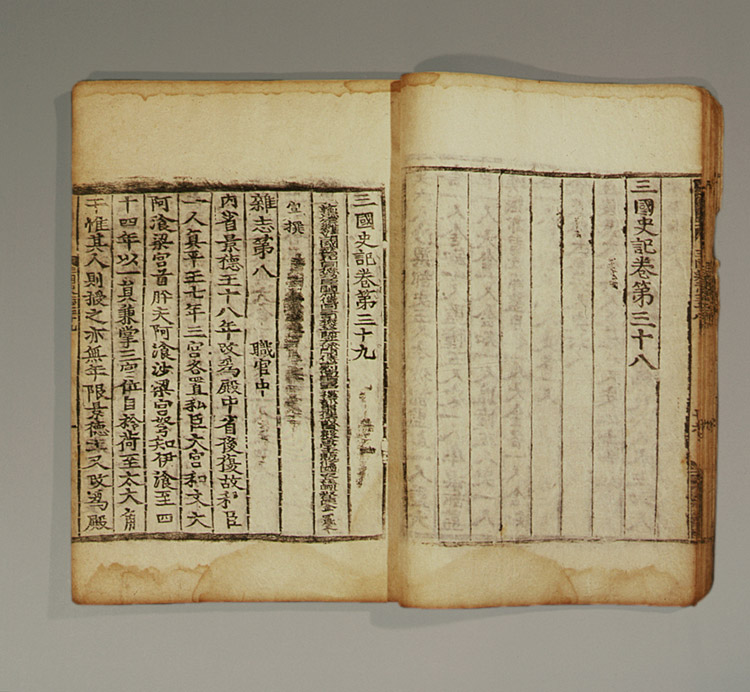
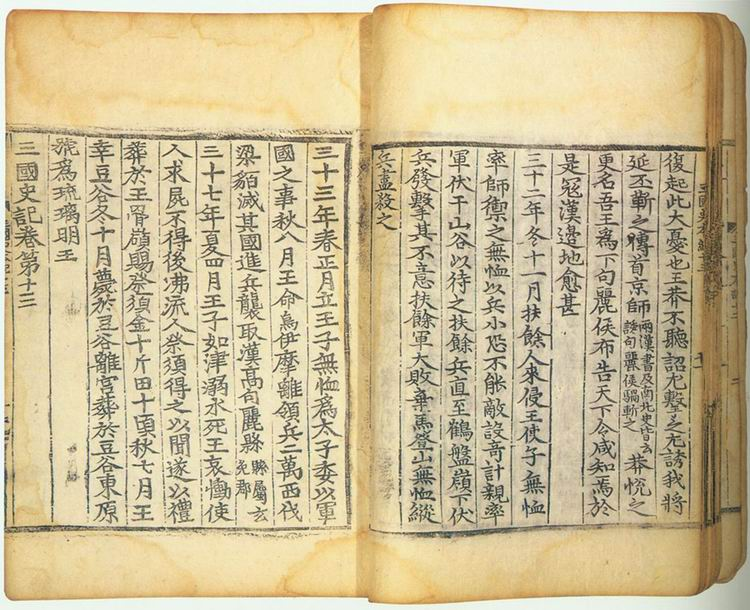

## 같이 보기
- 삼국사기

## 참고 자료
- 삼국사기 - 국가유산청 국가유산포털